# Crabtree-Katalysator
Der Crabtree-Katalysator ist ein Komplexverbindung mit einwertigem Iridium als Zentralion. Der Komplex ist benannt nach Robert H. Crabtree, der ihn 1979 erstmals publizierte.
Der Crabtree-Katalysator ist ein Hydrierkatalysator. Seine Vorteile gegenüber dem Rhodium-basierten Wilkinson-Katalysator sind seine hohe Aktivität und seine Fähigkeit auch drei- oder vierfach substituierte Alkene zu hydrieren.
Im Komplex besitzt Iridium eine d8-Konfiguration und nimmt folglich eine quadratisch-planare Geometrie an.